# Acraea cyaniris
Acraea cyaniris är en fjärilsart som beskrevs av Le Cerf 1927. Acraea cyaniris ingår i släktet Acraea och familjen praktfjärilar. Inga underarter finns listade i Catalogue of Life.